# Gregory di Casale
 (février 2023).
Pour les articles homonymes, voir Casale.
Gregory di Casale (fl. 1530) est un diplomate représentant Henri VIII d'Angleterre auprès de la papauté dans les années 1530. Il existait une rumeur non fondée selon laquelle il serait responsable de l'empoisonnement de Catherine d'Aragon cependant, on pense qu'elle est morte de causes naturelles.
Eustache Chappuis, ambassadeur de l'empereur Charles Quint, a rapporté que : « beaucoup ont cru que la mort de la Reine par empoisonnement était causée par un parent de Modène, envoyé par Gregory di Casale, nommé Gorron, venu ici à la hâte pour, d'après ce qu'il m'a dit la nuit avant son retour, prendre des lettres au nom du Prothonotaire Casale. Il m'a expliqué que le roi et Cromwell me parleraient de cette affaire, mais ils ne l'ont pas fait. Ceux qui l'avaient soupçonné disent que ledit Gregory devait gagner tant bien que mal les 8 ducats quotidiens que le Roi lui donnait, pour se procurer un poison lent qui ne devait laisser aucune trace. »